# Zélia Duncan
Zélia Duncan   (Niterói, 28 d'octubre de 1964), nom artístic de Zélia Cristina Gonçalves Moreira, és una cantautora, guitarrista, productora musical i actriu brasilera.
En la seva carrera ha interpretat diversos gèneres de música; de genuïnament brasilera, com samba o MPB, però també reggae, folk i pop-rock.
Va estar casada amb l'actriu Claudia Netto entre gener de 2015 i març de 2016.

## Carrera artística
Zélia va néixer a Niterói, estat de Rio de Janeiro. El 1971 va mudar-se la família va mudar-se a Brasília, on va viure durant 16 anys. Va engegar la seva carrera professional el 1981, després de guanyar un certamen organitzat per la Funarte (Fundació Nacional d'Arts). Quan tenia 22 anys, va tornar a Rio, on es presentava en les actuacions amb el seu nom de pila, Zélia Cristina. Va estudiar teatre a la Casa de Artes de Laranjeiras amb el director Moacyr Góes El 1990 va llançar el seu àlbum de debut, Outra luz i va realitzar una gira de concerts per diverses ciutats brasileres i aparicions en televisió.
Després d'una estada a Abu Dhabi, va tornar al Brasil el maig de 1992 i va enregistrar una cançó per un àlbum tribut a Dorival Caymmi. A partir de llavors, va adoptar el seu nom artístic (Duncan és el cognom de soltera de la seva mare). El 1994 va llançar el seu primer CD complert ja amb aquest pseudònim, que va titular també Zélia Duncan. En aquest treball apareixia el tema Catedral, que es va convertir en el primer gran èxit de la cantant. Dos anys més tard va gravar l'LP Intimidade, que li va donar l'oportunitat de fer una gira internacional, passant per Europa i el Japó.

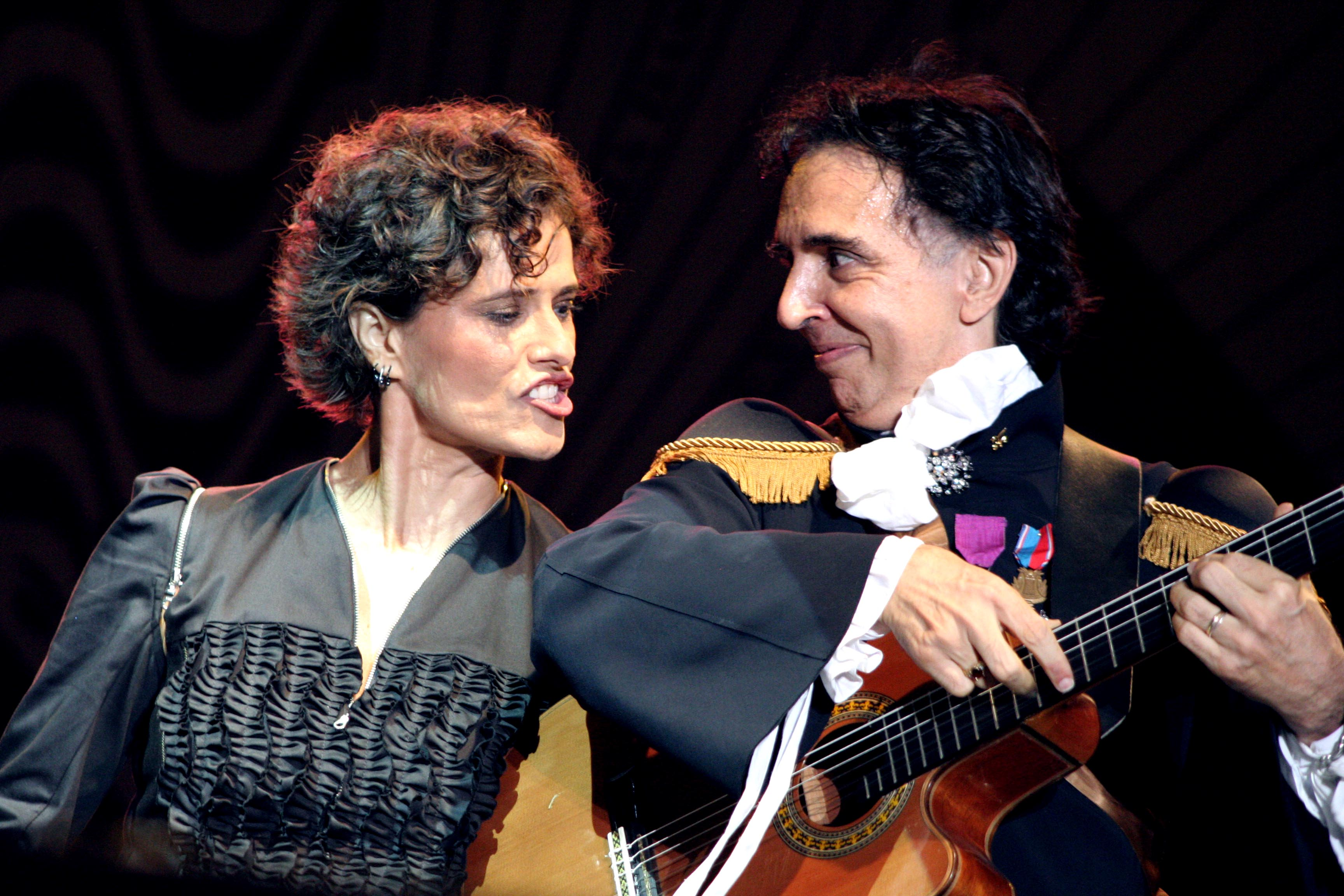
Actuant amb Os Mutantes, 2007.

El 2006, Duncan va ser convidada a unir-se a la gira del grup de rock psicodèlic Os Mutantes, substituint na Rita Lee en la posició de vocalista. La gira fou un èxit i Duncan va rebre la proposta de formar part de la banda definitivament. Tanmateix, va decidir no acceptar l'oferiment, decidida a continuar la seva carrera en solitari. El 2008, va llançar un CD i DVD dels concerts que va fer amb Simone entre 2006 i 2007, batejat amb el nom Amigo é casa.

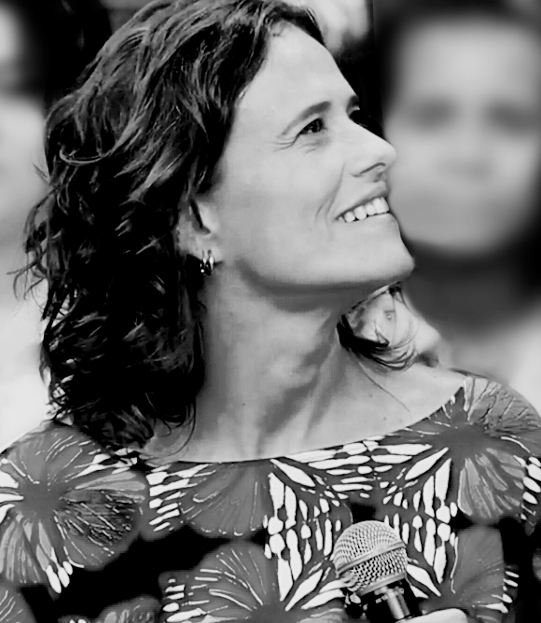
2013

Té el seu propi segell musical, Duncan Records. En una entrevista, va citar Chico Buarque, Milton Nascimento, Joni Mitchell o Ella Fitzgerald com alguns dels intèrprets que més l'havien marcat.
Amb motiu del seu 60è aniversari, l'artista va fer un concert especial a Rio de Janeiro, acompanyada d'artistes com Simone o Paulinho Moska.

### Actriu
Zélia Duncan ha fet esporàdiques aparicions en sèries, teatre i cinema. El curtmetratge Uma paciência selvagem me trouxe até aqui (Érica Sarmet, 2021), en la que l'artista interpreta el paper de Vange, va guanyar el premi al millor repartiment del Festival de Cinema de Sundance de 2022.

## Premis i mencions
La revista estatunidenca Billboard va incloure l'àlbum Zélia Duncan en la llista dels deu millors àlbums llatins de 1994 i la comparava amb l'estrella de Cleveland, Tracy Chapman. L'edició brasilera de la revista Rolling Stone va incloure-la en la seva llista de les 100 majors veus en la indústria musical del país.

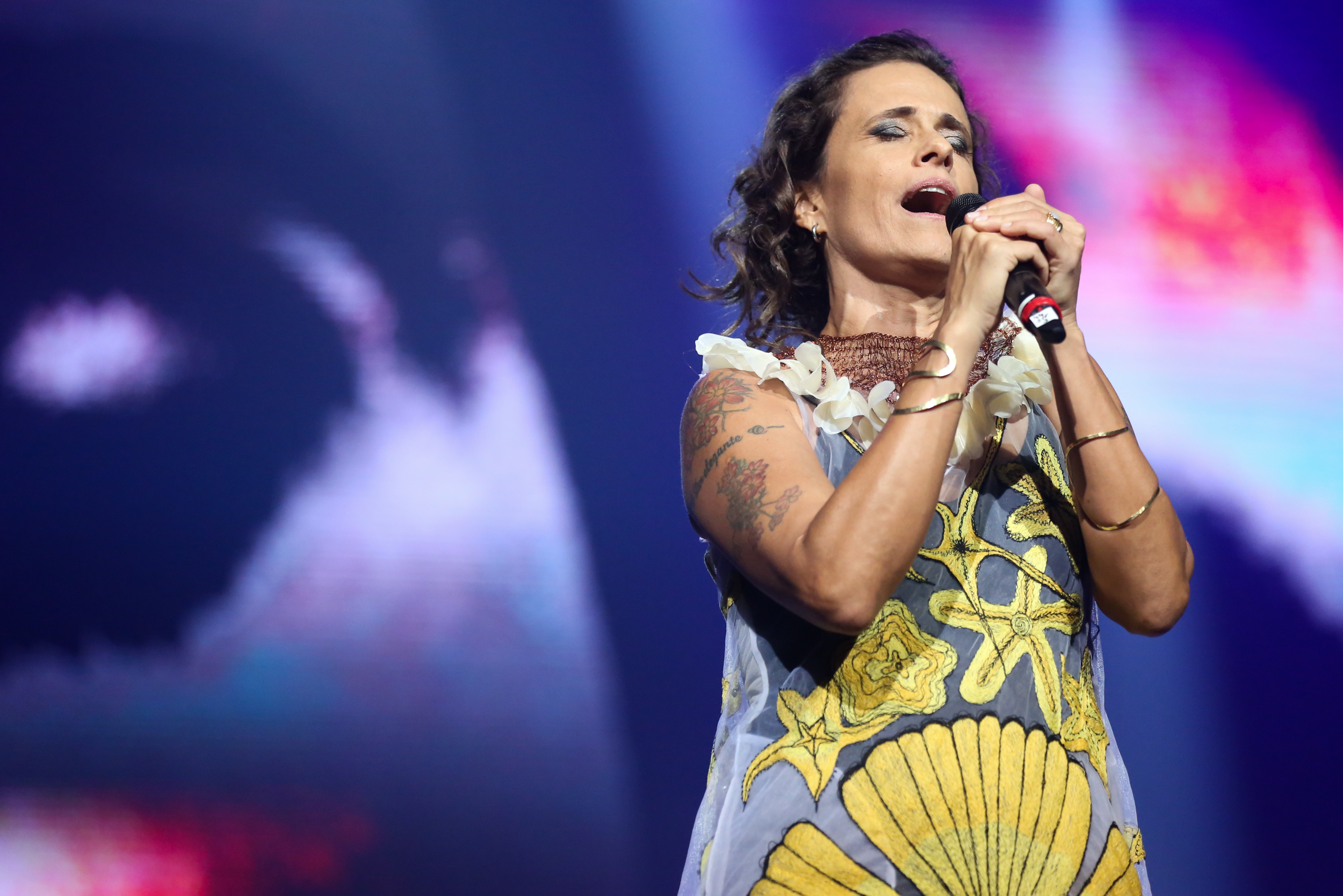
Actuació de 2015.

La cantant ha rebut quatre nominacions als Premis Grammy Llatí: dues per Sortimento (2001), una per Pelo Sabor do Gesto (2009) i una més per Tudo é um (2019). L'any 1996 es va endur el Premi APCA a la millor cantant. Al llarg de la seva carrera ha obtingut 10 Premis de la Música Brasilera.
Pro-Música, l'entitat encarregada d'enregistrar les vendes musicals al Brasil, ha atorgat a la cantant les següents certificacions:
- 1 Disc de Platí: Zélia Duncan.
- 3 Discs d'Or: Intimidade, Sortimento, Eu Me Transformo Em Outras.

## Discografia
| - 1990 – Outra Luz - 1994 – Zélia Duncan - 1996 – Intimidade - 1998 – Acesso - 2001 – Sortimento - 2002 – Sortimento Vivo (en directe) - 2003 – Avassaladora - 2004 – Eu me Transformo em Outras - 2005 – Pré-Pós-Tudo-Bossa-Band - 2006 – Os Mutantes – Live in Barbican Teatre (en directe) - 2008 – Amigo é casa (en directe, amb Simone) | - 2009 – Pelo Sabor do Gesto - 2011 – Pelo Sabor do Gesto - Em cena (en directe) - 2012 – Tudo Esclarecido - 2014 – Totatiando (EP, en directe) - 2015 – Antes do mundo acabar - 2017 – Invento + (amb Jacques Morelembaum) - 2019 – Tudo é um - 2019 – Eu sou Mulher, Eu sou Feliz (amb Ana Costa) - 2021 – Minha Voz fica - 2021 – Pelespírito |